# Ширван-Сальянский экономический район

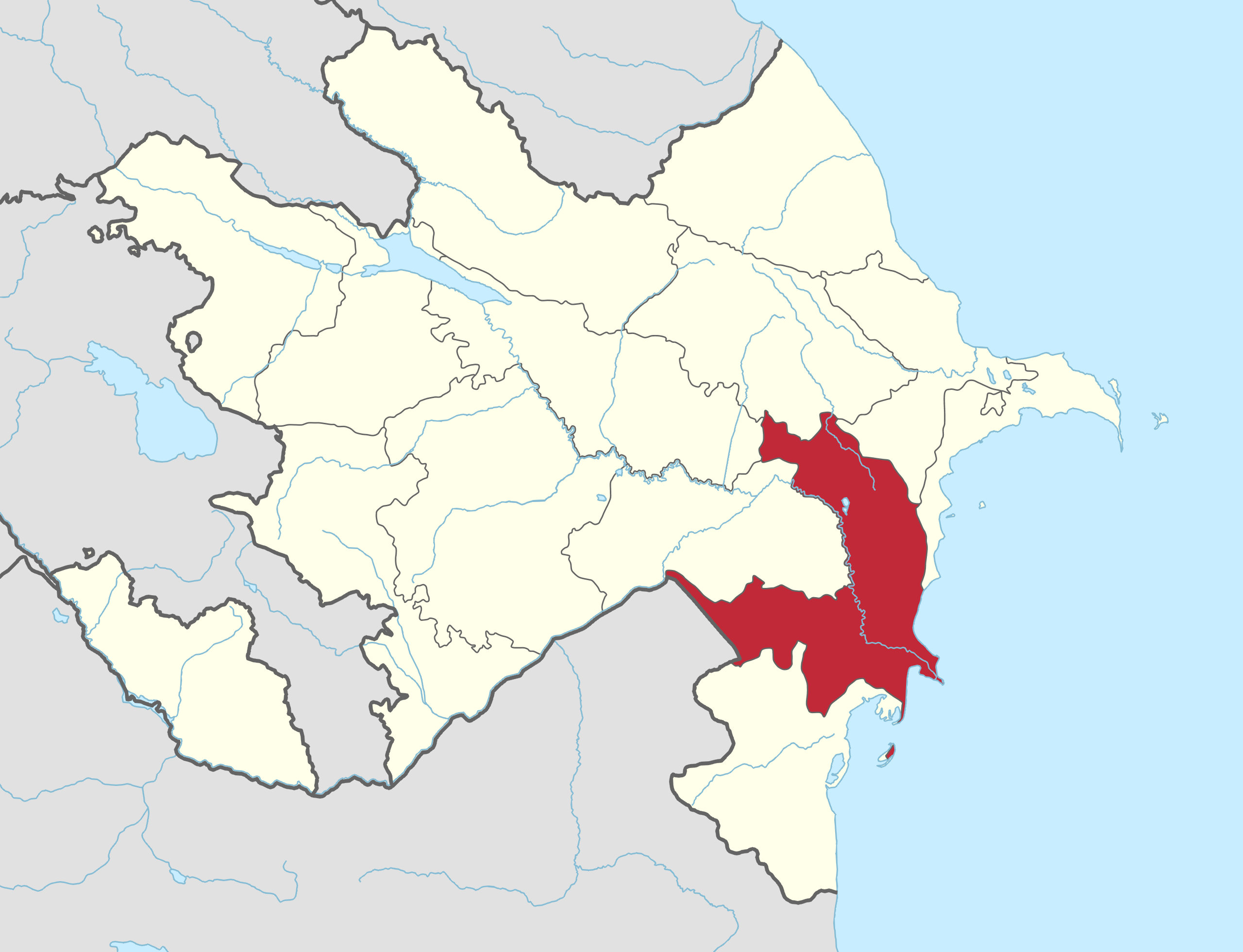
Ширван-Сальянский экономический район

Ширван-Сальянский экономический район (азерб. Şirvan-Salyan iqtisadi rayonu) — один из 14 экономических районов Азербайджана. Включает город Ширван, Билясуварский, Аджикабульский, Нефтечалинский и Сальянский административные районы.

## История
С 1991 по 2021 года территория вышеперечисленных административных районов входила в состав Аранского экономического района (ныне Центрально-Аранский экономический район).
Ширван-Сальянский экономический район создан указом президента Азербайджана от 7 июля 2021 года «О новом разделении экономических районов в Азербайджанской Республике».
В 2022 году в районе действовало 12 128 субъектов малого и среднего бизнеса, в 2023 году — 13 003.